# Arthur Aikin
Arthur Aikin, angleški kemik, mineralog, entomolog, znanstveni pisatelj, * 19. maj 1773, Warrington, Anglija, † 15. april 1854, Hoxton, Anglija.

## Življenje
Rodil se je v Warringtonu v Lancashiru (Anglija) v literarni družini uglednih unitaristov. Njegov oče dr. John Aikin je bil zdravnik in zgodovinar. Najbolj znana v njihovi družini je bila njegova teta po očetu, Anna Letitia Barbauld, otroška pisateljica, pesnica in esejistka. Imel je brata Charlesa in sestro Lucy. Da se je lažje preživljal je ob delu v Britanskem mineraloškem društvu, Londonskem zavodu in Geološkem društvu delal kot pisatelj, prevajalec in predavatelj javnosti. Njegovo novinarstvo in pisanje sta bila koristna za širjenje tujih znanstvenih novic širši britanski javnosti. Aikin se ni nikoli poročil.

## Šolanje
Aikinova ljubezen do znanja se je razvila že zelo zgodaj v otroštvu. Že v otroštvu je hodil v brezplačno šolo , nato je obiskoval šolo Palgrave v Suffolku. Oče mu je pomagal pri izobraževanju in mu predal več svojih knjig za mlade bralce. Ena izmed njih je bila tudi "Letters from a Father to his Son". Leta 1786 je obiskoval unitaristični študij in bil kratek čas unitaristični minister. Kmalu se je odločil, da se bo posvetil le znanstvenim udejstvovanjem. Kasneje je pod vodstvom Josepha Priestleyja študiral kemijo na New College v Hackneyju, s poudarkom na mineralogiji in botaniki.  Aikin je 32 let predaval kemijo v Guy's Hospital. 

## Kariera
Leta 1797 je z objavami o mineralogiji in drugih vejah naravoslovja objavil poročilo o potovanju po Severnem Walesu in Shropshireu. 1799 je v Londonu opravil veliko predavanj o kemiji in kemični proizvodnji, katerih učni načrt je posebej objavil. 1801 -  1806 je bil predsednik Britanskega mineraloškega društva. Aikin je od leta 1803 do 1808 urejal literarno revijo "Annual Review", h kateri so občasno prispevali njegova sestra Lucy, teta Anna Letitia, oče John, Robert Southey in William Taylor. Časopis je prenehal izhajati nekaj let po tem, ko je odstopil z uredništva. Aikin je leta 1805 postal lastnik Londonske institucije, ki je bila uradno ustanovljena leta 1806. Leta 1807 je sodeloval pri ustanovitvi Geološkega društva, katerega tajnik je postal okoli leta 1811. Po šestih letih se je upokojil. Njegov mineraloški priročnik je izšel leta 1814. Arthur Aikin je bil leta 1841 ustanovitelj Londonskega kemijskega društva in  predsednik med letoma 1843 in 1845.

### Publikacije
- Revija o turneji po Severnem Walesu z opazovanji v mineralogiji in drugih vejah naravoslovja (London, 1797).
- Priročnik za mineralogijo (1814).
- Slovar kemije in mineralogije (z bratom Charlesom Aikinom), (London, 1. zvezek 1807, 2. zvezek 1814).
- Za Reesovo ciklopedijo je napisal članke o kemiji, geologiji in mineralogiji.
- Naravna zgodovina leta (1799).
- Prevod Denonovih potovanj po Egiptu (1801).